# Salvador Mariona
Salvador Antonio Mariona Rivera (Santa Tecla, 16 de diciembre de 1943) es un retirado jugador de fútbol de El Salvador que jugó como defensa. A nivel internacional, representó a su país en la Copa Mundial de la FIFA 1970 en México.

## Trayectoria
Apodado el chamba, comenzó su carrera futbolística en Mario Calvo de la Tercera División y ascendió a la Primera División cuando se unió al Atlante San Alejo. Pasó la mayor parte de su carrera en el equipo  Alianza y también jugó para Platense Municipal, del que se retiró en 1978 y se convirtió en entrenador del Alianza en 1983.

## Selección nacional
Fue seleccionado para representar a El Salvador durante diez años y participó en la clasificación y la Copa del Mundo de 1970.

### Participaciones en Copas del Mundo
| Mundial                        | Sede   | Resultado    |
| ------------------------------ | ------ | ------------ |
| Copa Mundial de Fútbol de 1970 | México | Primera fase |

## Clubes
| Club                  | País        | Año       |
| --------------------- | ----------- | --------- |
| CD Mario Calvo        | El Salvador | 1961-1962 |
| AD Atlante San Alejo  | El Salvador | 1962-1963 |
| Alianza FC            | El Salvador | 1963-1976 |
| CD Platense Municipal | El Salvador | 1976-1978 |

## Palmarés

### Títulos nacionales
| Título           | Club    | País        | Año     |
| ---------------- | ------- | ----------- | ------- |
| Primera División | Alianza | El Salvador | 1965-66 |
| Primera División | Alianza | El Salvador | 1966-67 |

### Títulos internacionales
| Título                           | Club    | País        | Año  |
| -------------------------------- | ------- | ----------- | ---- |
| Copa de Campeones de la Concacaf | Alianza | El Salvador | 1967 |